# JP Morgan Chase Tower
JP Morgan Chase Tower – wieżowiec w Dallas, w stanie Teksas, w Stanach Zjednoczonych, o wysokości 225 m. Budynek został zaprojektowany przez Skidmore, Owings & Merrill a jego budowa została ukończona w 1987 roku. Wieżowiec posiada 55 kondygnacji, a jego charakterystycznym elementem jest otwór o wysokości blisko 23 metrów (7 pięter) i szerokości nieco ponad 8 metrów.